# Académie des sciences morales et politiques
Die Académie des sciences morales et politiques  (deutsch „Akademie der Moralischen und Politischen Wissenschaften“) ist eine französische Gelehrtengesellschaft. Sie wurde 1795 gegründet und 1803 aufgelöst. 1832 erfolgte die Restauration. Sie ist eine der fünf Akademien des Institut de France.

## Organisation
Die Akademie ist in sechs Sektionen untergliedert:
- I: Philosophie
- II: Morale et Sociologie
- III: Législation, Droit public et Jurisprudence
- IV: Économie politique, Statistique et Finances
- V: Histoire et Géographie
- VI: Section générale, früher „membres libres“ genannt

Die ersten fünf Sektionen haben jeweils acht Mitglieder und die sechste Sektion hat zehn Mitglieder. Hinzu kommen in jeder Sektion zehn korrespondierende Mitglieder und zwölf ausländische Mitglieder.

## Geschichte
Die Akademie war 1832 auf Initiative von François Guizot hin geschaffen worden. Sie war Erbin der zweiten Klasse des Instituts, das 1795 gegründet und 1803 von Napoleon in seinem Zwist mit den „Ideologen“ abgeschafft worden war.
In 1834 nahm die Akademie eine Stiftung des Barons Louis-Auguste Felix de Beaujour an, die dazu bestimmt war, alle fünf Jahre eine Prämie auszuloben für das beste Memorandum über die geeignete Mittel zur Verhinderung des Elends in den verschiedenen Ländern, insbesondere aber in Frankreich. Einer dieser Preisträger war Eugène Buret. Pierre-Joseph Proudhon wurde ebenso durch die Wettbewerbsfragen zu Publikationen angeregt.

## Aktuelle Mitglieder

### Reguläre Mitglieder

#### Philosophie
| Sitz | Name                  | Geboren | Mitglied |
| ---- | --------------------- | ------- | -------- |
| 01   | Chantal Delsol        | 1947    | 2007     |
| 02   | vakant                |         | 2023     |
| 03   | Bernard Bourgeois     | 1929    | 1999     |
| 04   | Olivier Houdé         | 1963    | 2018     |
| 05   | Daniel Andler         | 1946    | 2016     |
| 06   | Claudine Tiercelin    | 1952    | 2017     |
| 07   | Rémi Brague           | 1947    | 2009     |
| 08   | Bertrand Saint-Sernin | 1931    | 2002     |

#### Morale et Sociologie
| Sitz | Name                      | Geboren | Mitglied |
| ---- | ------------------------- | ------- | -------- |
| 01   | Mireille Delmas-Marty     | 1941    | 2007     |
| 02   | Jean Bæchler              | 1937    | 1999     |
| 03   | vakant                    |         | 2020     |
| 04   | Pierre Brunel             | 1939    | 2015     |
| 05   | Marianne Bastid-Bruguière | 1940    | 2001     |
| 06   | Jean-François Mattei      | 1943    | 2015     |
| 07   | Xavier Darcos             | 1947    | 2006     |
| 08   | Haïm Korsia               | 1963    | 2014     |

#### Législation, Droit public et Jurisprudence
| Sitz | Name              | Geboren | Mitglied |
| ---- | ----------------- | ------- | -------- |
| 01   | Yves Gaudemet     | 1946    | 2014     |
| 02   | Bruno Cotte       | 1945    | 2010     |
| 03   | Jacques Boré      | 1927    | 1991     |
| 04   | Prosper Weil      | 1926    | 1999     |
| 05   | André Damien      | 1930    | 1994     |
| 06   | Gilbert Guillaume | 1930    | 2007     |
| 07   | François Terré    | 1930    | 1995     |
| 08   | Pierre Delvolvé   | 1940    | 2009     |

#### Économie politique, Statistique et Finances
| Sitz | Name                 | Geboren | Mitglied |
| ---- | -------------------- | ------- | -------- |
| 01   | vakant               |         | 2015     |
| 02   | Michel Pébereau      | 1942    | 2007     |
| 03   | vakant               |         | 2015     |
| 04   | Bertrand Collomb     | 1942    | 2001     |
| 05   | Jean-Claude Casanova | 1934    | 1996     |
| 06   | vakant               |         | 2023     |
| 07   | Yvon Gattaz          | 1925    | 1989     |
| 08   | Jean Tirole          | 1953    | 2011     |

#### Histoire et Géographie
| Sitz | Name                    | Geboren | Mitglied |
| ---- | ----------------------- | ------- | -------- |
| 01   | Georges-Henri Soutou    | 1943    | 2008     |
| 02   | Jean-Robert Pitte       | 1949    | 2008     |
| 03   | François d'Orcival      | 1942    | 2008     |
| 04   | Emmanuel Le Roy Ladurie | 1929    | 1993     |
| 05   | Philippe Levillain      | 1940    | 2011     |
| 06   | Claude Dulong-Sainteny  | 1922    | 1996     |
| 07   | Alain Duhamel           | 1940    | 2012     |
| 08   | Jean Tulard             | 1933    | 1994     |

#### Section générale
| Sitz | Name                        | Geboren | Mitglied |
| ---- | --------------------------- | ------- | -------- |
| 01   | Renaud Denoix de Saint Marc | 1938    | 2004     |
| 02   | André Vacheron              | 1933    | 2009     |
| 03   | Jean-David Levitte          | 1946    | 2007     |
| 04   | Christian Poncelet          | 1928    | 2003     |
| 05   | Pierre Mazeaud              | 1929    | 2005     |
| 06   | Gabriel de Broglie          | 1931    | 1997     |
| 07   | Jean-Claude Trichet         | 1942    | 2010     |
| 08   | Thierry de Montbrial        | 1943    | 1992     |
| 09   | Jacques de Larosière        | 1929    | 1993     |

### Ausländische assoziierte Mitglieder
| Sitz | Name                    | Geboren | Mitglied | Land                   |
| ---- | ----------------------- | ------- | -------- | ---------------------- |
| 01   | Javier Pérez de Cuéllar | 1920    | 1989     | Peru                   |
| 02   | Benedikt XVI.           | 1927    | 1992     | Deutschland            |
| 03   | Charles III.            | 1948    | 1992     | Vereinigtes Königreich |
| 04   | Hassan ibn Talal        | 1947    | 2008     | Jordanien              |
| 05   | Stephen Breyer          | 1938    | 2012     | Vereinigte Staaten     |
| 06   | Wolfgang Schäuble       | 1942    | 2016     | Deutschland            |
| 07   | Ismail Kadare           | 1936    | 1996     | Albanien               |
| 08   | Mario Monti             | 1943    | 2012     | Italien                |
| 09   | Dora Bakogianni         | 1954    | 2008     | Griechenland           |
| 10   | Jean Starobinski        | 1920    | 1987     | Schweiz                |
| 11   | Juan Carlos I.          | 1938    | 1986     | Spanien                |
| 12   | Jean-Claude Juncker     | 1954    | 2006     | Luxemburg              |